# Melanoplus scudderi
Melanoplus scudderi is een rechtvleugelig insect uit de familie veldsprinkhanen (Acrididae). De wetenschappelijke naam van deze soort is voor het eerst geldig gepubliceerd in 1864 door Uhler.